# Penthetria subterranea
Plecia subterranea
Espèce
Synonymes
- †Plecia subterranea Théobald, 1937

Penthetria subterranea est une espèce fossile de mouches de la famille des Bibionidae (les « mouches de Saint-Marc » ou « mouches noires »).

## Classification
L'espèce Penthetria subterranea a été publiée par Nicolas Théobald en 1937 sous le protonyme Plecia subterranea. Cet holotype R 868 avec deux cotypes R 2020 et R 241, de l'ère Cénozoïque, et de l'époque Oligocène (33,9 à 23,03 Ma) faisait partie de la collection Mieg du musée de Bâle en Suisse et vient du gisement de Kleinkembs (mine de sel).

### Reclassement
Cette espèce a été initialement classée dans le genre Plecia. Elle a été reclassée en 2017 par J. Skartveit et A. Nel dans le genre Penthetria.

## Description

### Caractères
Diagnose de Nicolas Théobald en 1937, :

« Tête manque, thorax noir, abdomen ayant les quatre derniers segments noirâtres, les précédents sont brunâtres, ailes jaunâtres. »

### Dimensions
La longueur du thorax : 2 mm ; la longueur de l'abdomen : 8 mm ; la longueur des ailes : 10 mm.

### Affinités
P. subterranea ressemble à P. miegi et à  P. luteipennis par l'abdomen grêle et allongé. Mais il s'en distingue aisément par les ailes qui dépassent l'extrémité de l'abdomen.

## Biologie
Les Plecia-Penthetria forment le groupe entomologique caractéristique de la station décrite comme proche d'une forêt marécageuse. "Les Bibionidés y vivaient par légions".

## Galerie
- Schéma de P. subterranea en 1937 selon N. Théobald, diptère du Sannoisien de Kleinkembs.
- Penthetria subterranea mâle holotype R868 p. 233 pl. XVII.

- Espèces sœurs vivantes du genre Penthetria.
- Penthetria funebris.
- Penthetria funebris.
- Penthetria funebris - webm : 2 min 33 s.
- Penthetria heteroptera.
- Penthetria heteroptera.

### Ouvrages
- [2017] (en) John Skartveit et André Nel, « Revision of fossil Bibionidae (Insecta: Diptera) from French Oligocene deposits », Zootaxa, Magnolia Press (d), vol. 4225, no 1,‎ 23 janvier 2017, p. 1–83 (ISSN 1175-5334 et 1175-5326, OCLC 49030618, PMID 28187637, DOI 10.11646/ZOOTAXA.4225.1.1). .

### Publication originale
- [1937] Nicolas Théobald, « Les insectes fossiles des terrains oligocènes de France 473 p., 17 fig., 7 cartes,13 tables, 29 planches hors texte », Bulletin Mensuel de la Société des Sciences de Nancy et Mémoires de la Société des sciences de Nancy, Imprimerie G. Thomas,‎ 1937, p. 1-473 (ISSN 1155-1119 et 2263-6439, OCLC 786027547). .